# Zalipie (województwo dolnośląskie)
Zalipie (do 29 marca 1962 roku Zalipie Górne) – wieś w Polsce położona w województwie dolnośląskim, w powiecie lubańskim, w gminie Platerówka.

## Położenie
Zalipie to wieś łańcuchowa o długości około 2,2 km leżąca na granicy Przedgórza Izerskiego, w południowej części Wzgórz Zalipiańskich, na wysokości około 315–350 m n.p.m.

## Podział administracyjny
W latach 1975–1998 miejscowość należała administracyjnie do województwa jeleniogórskiego.
| SIMC    | Nazwa  | Rodzaj    |
| ------- | ------ | --------- |
| 0192040 | Lipnik | część wsi |

## Historia
Zalipie utworzono w 1962 roku z górnej części wsi Platerówka, która wówczas nazywała się Zalipiem Dolnym. W 1825 roku znajdowało się tutaj 137 domów, w tym: dwór, kościół ewangelicki, szkoła ewangelicka z nauczycielem, młyn wodny, wiatrak, 2 młyny do mielenia kory dębowej i olejarnia. W miejscowości pracowało 41 warsztatów lniarskich i 7 bawełnianych, a wśród mieszkańców było 4 bednarzy oraz po dwóch stolarzy i tokarzy. W 1840 roku we wsi były 152 domy, szkoła, młyn wodny o 2 kołach, wiatrak koźlak i holenderski, dwa młyny i 4 gospody. W 1880 roku wieś znacznie ucierpiała w wyniku wielkiej powodzi.

W 1945 roku w miejscowości osiedliła się grupa osadniczek z 1 Samodzielnego Batalionu Kobiecego im. Emilii Plater. W 1978 roku były tu 44 indywidualne gospodarstwa rolne i PGR, który zlikwidowano w latach 90..

## Zabytki
W Zalipiu zachowały się liczne domy mieszkalne i gospodarcze o cechach charakterystycznych dla regionu, pochodzące z XIX i XX wieku.

## Szlaki turystyczne
Przez Zalipie prowadzi szlak rowerowy:
- z Grabiszyc Średnich do Platerówki.